# 卡萨塞卡德拉斯查纳斯
卡萨塞卡德拉斯查纳斯，是西班牙卡斯蒂利亚-莱昂萨莫拉省的一个市镇。 总面积13平方公里，总人口378人（2015年），人口密度29人/平方公里。